# Філіпп Молодий
Філіпп Французький (фр. Philippe de France; 1116–1131) — король Франції впродовж 1129 — 1131 років, перший син Людовика VI Товстого та Аделаїди Савойської. Помер внаслідок падіння з коня при полюванні на кабана.